# Saint-Paul, Orne

Saint-Paul este o comună în departamentul Orne, Franța. În 1 ianuarie 2022 avea o populație de 652 de locuitori.